# Marin Sabolović
Marin Sabolović (Zagreb, 30. listopada 1989.), hrvatski geograf, povijesni istraživač i publicist, istraživač Domovinskog rata.

## Znanstveni rad
Rođen je 1989. godine u Zagrebu. Osnovnu i srednju školu završio je u Bjelovaru. Diplomirao je 2014. godine na Odjelu za geografiju Sveučilišta u Zadru s temom Značajke digitalnih modela reljefa u vojno-geografskim analizama – primjer vojno-redarstvena operacija Maslenica. Iste godine upisao je poslijediplomski doktorski studij Sveučilišta u Zadru, na kojem brani disertaciju Taktička operacija „Miljevci“ – vojno-geografska analiza. 
Autor je znanstvenih monografija Odoroslovlje hrvatskih oružanih formacija 1990.-1996. i Specijalna jedinica policije "Omege" Policijske uprave Bjelovar u Domovinskom ratu.
Urednik je četiriju zbornika radova (Semiologija obrambenoga Domovinskog rata, Vojno-geografski aspekti obrambenoga Domovinskog rata, Simbol, identitet i Domovinski rat i Hrvatska-put prema teritorijalnoj cjelovitosti) sa znanstveno-stručnih skupova održanih na Sveučilištima u Zadru, Zagrebu i Splitu. Urednik je časopisa Obnova od 2018. do 2020. godine.
Autor je trianest znanstvenih članaka i više desetaka stručnih i publicističkih radova u polju Domovinskog rata. Objavljivao je u Časopisu za suvremenu povijest, Polemosu, Radovima Zavoda za znanstvenoistraživački i umjetnički rad Hrvatske akademije znanosti i umjetnosti, Hrvatski vojnik, Vojna povijest, Grb i zastava, Obnova, itd. 
Kao višegodišnji sakupljač oružja, odlikovanja i odora iz Domovinskog rata začetnik je, kustos i voditelj Galerije "Barutana 1991.", muzeja u sastavu Društva za očuvanje hrvatske vojne tradicije (DOHVT-a), čijim je predsjednikom.
Član je Matice hrvatske, Hrvatskog muzejskog društva, Hrvatskog grboslovnog i zastavoslovnog društva, Udruge Obnova, svjetovne bratovštine Družba Braća Hrvatskoga Zmaja gdje nosi zmajsko ime Zmaj od Česme II.

## Političko djelovanje
Obnašao je dužnost člana Predsjedništva Hrvatske stranke prava dr. Ante Starčević od 2015. do 2017. godine i političkog tajnika iste stranke od 2016. do 2017. godine. Od 2019. do 2021. godine bio je vijećnikom Županijske skupštine Bjelovarsko-bilogorske županije te član Odbora za statut i poslovnik Bjelovarsko-bilogorske županije, a od 2021. godine članom je Odbora za dodjelu priznanja i povelja Bjelovarsko-bilogorske županije. 

## Nagrade
- Plaketa Sveučilišta u Zadru za iznimna studentska kulturna postignuća[1]
- Nagrada „Frederik Grisogono“ Hrvatskog geografskog društva u Zadru[1]
- Grb Grada Bjelovara za izuzetne uspjehe na području znanosti[1]
- Red hrvatskog pletera za osobite zasluge u očuvanju hrvatske vojne tradicije te promicanju vrijednosti i digniteta Domovinskog rata (2020.)[3]